# Рей (Колорадо)
Рей (англ. Wray) — місто (англ. city) в США, в окрузі Юма штату Колорадо. Населення — 2358 осіб (2020).

## Географія
Рей розташований за координатами 40°4′48″ пн. ш. 102°13′43″ зх. д. / 40.08000° пн. ш. 102.22861° зх. д. (40.079953, -102.228622).  За даними Бюро перепису населення США в 2010 році місто мало площу 8,79 км², з яких 8,78 км² — суходіл та 0,00 км² — водойми.

### Клімат
| Клімат : Рей            | Клімат : Рей | Клімат : Рей | Клімат : Рей | Клімат : Рей | Клімат : Рей | Клімат : Рей | Клімат : Рей | Клімат : Рей | Клімат : Рей | Клімат : Рей | Клімат : Рей | Клімат : Рей | Клімат : Рей |
| Показник                | Січ.         | Лют.         | Бер.         | Квіт.        | Трав.        | Черв.        | Лип.         | Серп.        | Вер.         | Жовт.        | Лист.        | Груд.        | Рік          |
| Абсолютний максимум, °C | 26,7         | 26,7         | 31,1         | 34,4         | 39,4         | 43,3         | 44,4         | 42,8         | 40,0         | 35,6         | 32,2         | 25,6         | 44,4         |
| Середній максимум, °C   | 6,1          | 8,9          | 13,3         | 18,3         | 23,3         | 29,4         | 32,8         | 31,7         | 27,2         | 21,1         | 11,1         | 6,7          | 19,4         |
| Середній мінімум, °C    | −11,7        | −8,3         | −5           | 0,0          | 6,7          | 12,2         | 15,6         | 13,9         | 8,3          | 0,6          | −6,1         | −10          | 1,1          |
| Абсолютний мінімум, °C  | −32,8        | −34,4        | −31,1        | −20,6        | −6,1         | −3,9         | 3,9          | −1,1         | −7,8         | −16,1        | −26,1        | −36,1        | −36,1        |
| Норма опадів, мм        | 13           | 10           | 29           | 30           | 77           | 65           | 74           | 50           | 29           | 25           | 19           | 9            | 430          |
| ----------------------- | ------------ | ------------ | ------------ | ------------ | ------------ | ------------ | ------------ | ------------ | ------------ | ------------ | ------------ | ------------ | ------------ |
| Джерело:                |              |              |              |              |              |              |              |              |              |              |              |              |              |

## Демографія
Згідно з переписом 2010 року, у місті мешкали 2342 особи в 928 домогосподарствах у складі 564 родин. Густота населення становила 266 осіб/км².  Було 1018 помешкань (116/км²).
Расовий склад населення:
| - 89,0 % — білих - 0,6 % — корінних американців - 0,3 % — чорних або афроамериканців - 0,2 % — азіатів - 8,5 % — осіб інших рас |

До двох чи більше рас належало 1,3 %. Частка іспаномовних становила 16,4 % від усіх жителів.
За віковим діапазоном населення розподілялося таким чином: 26,0 % — особи молодші 18 років, 55,8 % — особи у віці 18—64 років, 18,2 % — особи у віці 65 років та старші. Медіана віку мешканця становила 36,9 року. На 100 осіб жіночої статі у місті припадало 93,7 чоловіків;  на 100 жінок у віці від 18 років та старших — 94,4 чоловіків також старших 18 років.
Середній дохід на одне домашнє господарство  становив 48 687 доларів США (медіана — 40 850), а середній дохід на одну сім'ю — 54 878 доларів (медіана — 52 917). Медіана доходів становила 51 908 доларів для чоловіків та 33 875 доларів для жінок. За межею бідності перебувало 16,2 % осіб, у тому числі 20,9 % дітей у віці до 18 років та 18,5 % осіб у віці 65 років та старших.
Цивільне працевлаштоване населення становило 1100 осіб. Основні галузі зайнятості: освіта, охорона здоров'я та соціальна допомога — 22,0 %, сільське господарство, лісництво, риболовля — 15,1 %, мистецтво, розваги та відпочинок — 11,5 %, роздрібна торгівля — 10,8 %.